# Johann Gottfried Seume

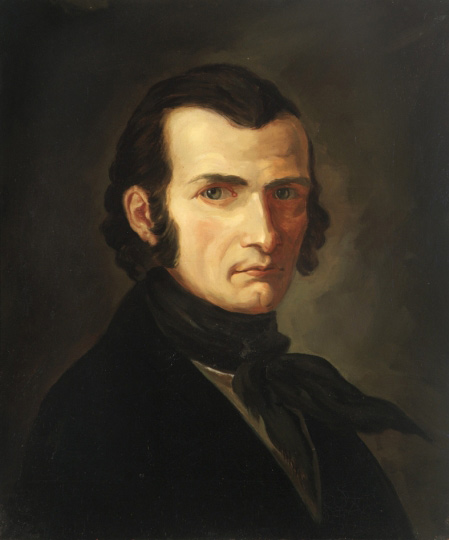
Johann Gottfried Seume, Gemälde von Veit Hanns Schnorr von Carolsfeld, 1798, Gleimhaus Halberstadt

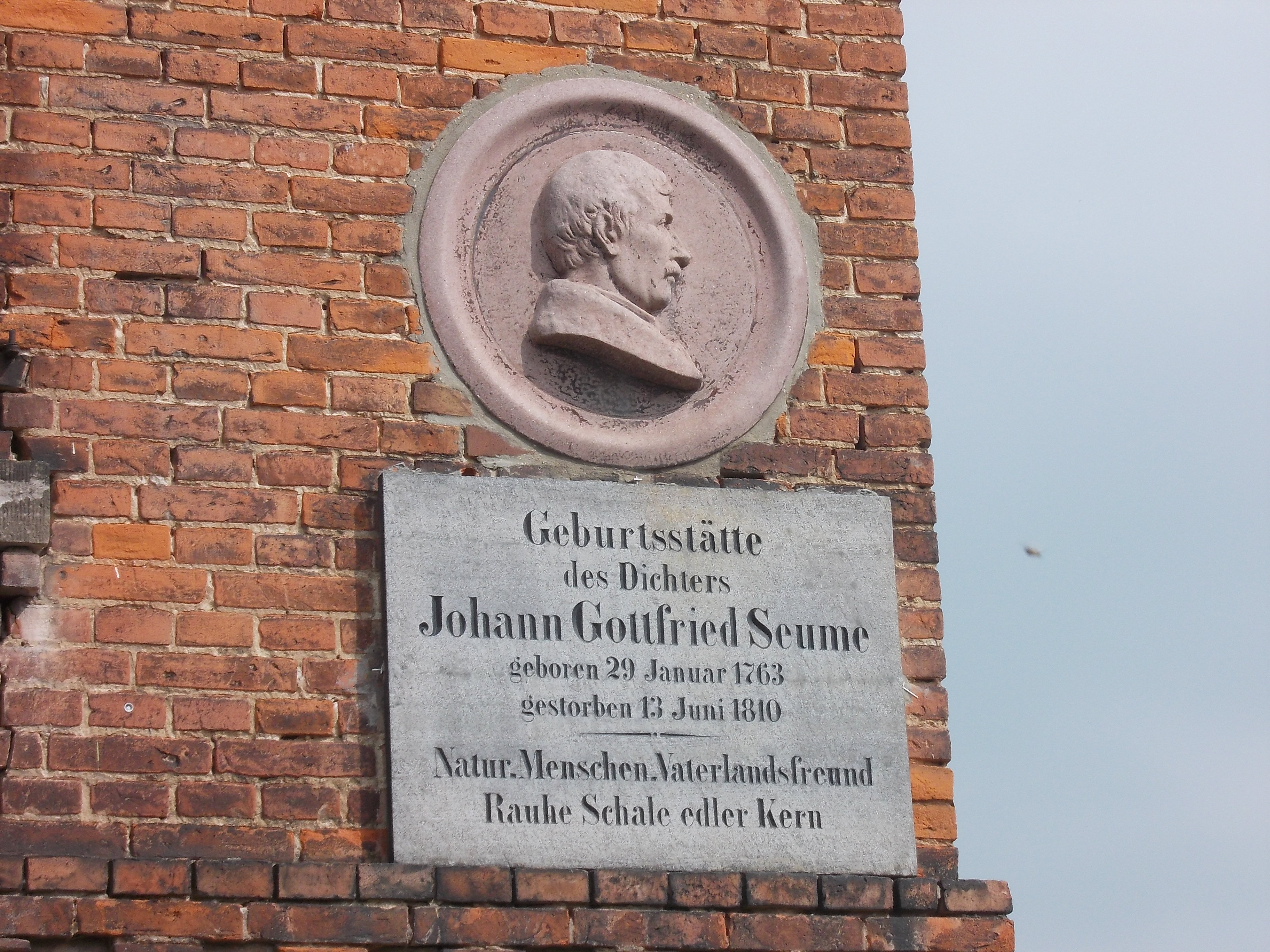
Gedenktafel am Nachfolgebau seines Geburtshauses in Poserna

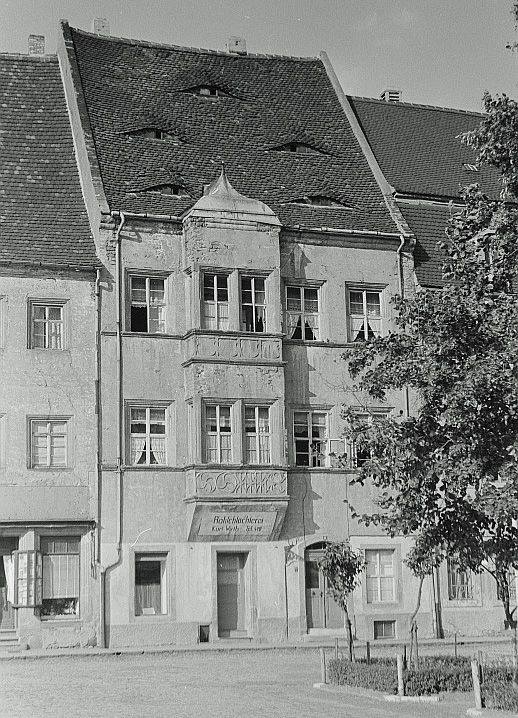
Das ehemalige Göschen-Verlagshaus in Grimma 1952 – heute Seumehaus

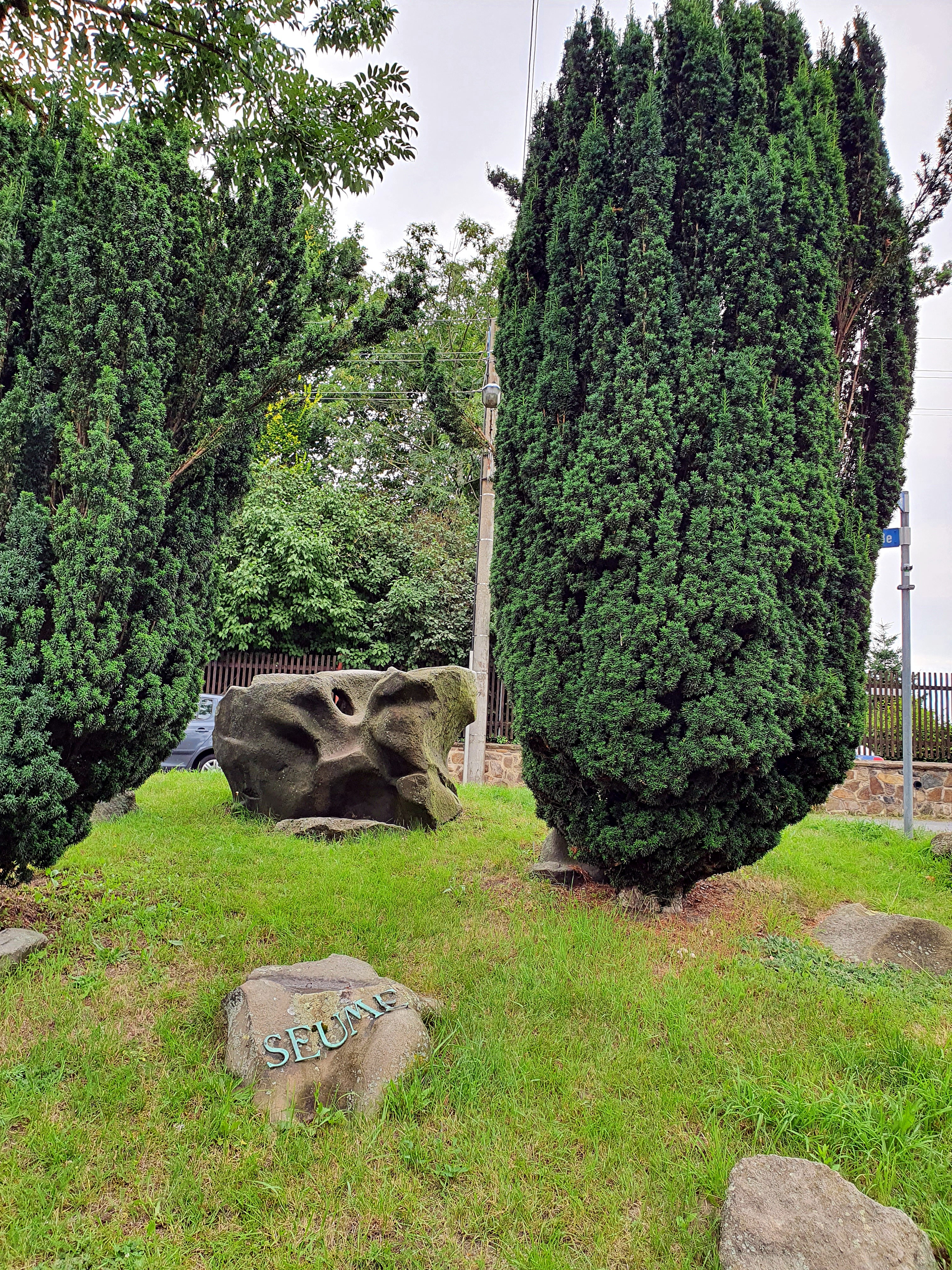
Gedenkstein am Göschenhaus in Hohnstädt (Grimma)

Johann Gottfried Seume (* 29. Januar 1763 in Poserna, Kursachsen; † 13. Juni 1810 in Teplitz, Böhmen) war ein deutscher Schriftsteller und Dichter; vor allem bekannt durch seinen Spaziergang nach Syrakus.

## Leben
Seume wurde im Jahre 1763 als Sohn des Landwirts und vormaligen Böttchers Andreas Seume und der Bauerntochter Regine Liebing geboren. Er besuchte die Dorfschule und die Lateinschule des Rektors Johann Friedrich Korbinsky in Borna, bei dem er von 1777 bis 1779 wohnte. Von 1776 bis 1777 war er Schüler an der traditionsreichen Nikolaischule in Leipzig.
Seume studierte 1780/81 an der Universität Leipzig Theologie und wurde 1781 auf dem Weg nach Paris von hessischen Soldatenwerbern ergriffen, zum Dienst in der Armee gezwungen und vom Landgrafen von Hessen-Kassel an England für den Kampf im Amerikanischen Unabhängigkeitskrieg vermietet. Nach monatelanger Überfahrt landete er im August 1782 bei Halifax in Kanada, wo es jedoch nicht mehr zu Kampfhandlungen kam. Seine Bewunderung für die natürliche Ungezwungenheit der Einwohner schlug sich in seinem oft zitierten Gedicht Der Wilde nieder: „Ein Amerikaner, der Europens übertünchte Höflichkeit nicht kannte …“. In Halifax schloss er Freundschaft mit dem hessischen Offizier Karl von Münchhausen.
Im August oder September 1783 wurde er nach Bremen zurücktransportiert und nach der Flucht aus der hessischen Armee von Werbern des Preußenkönigs Friedrich II. nach Emden gebracht, wo er bis 1787 als Musketier diente. Zwei Fluchtversuche aus dem preußischen Dienst scheiterten; ihm drohte die nicht selten todbringende Strafe des Spießrutenlaufens, die durch Vermittlung von Oberst Wilhelm René de l’Homme de Courbière in eine Kerkerstrafe umgewandelt wurde.
Als ihm gegen Kaution Urlaub aus dem preußischen Dienst gewährt wurde, ging er nach Sachsen und studierte dort an der Universität Leipzig von 1789 bis 1792 weiter und zwar Jura, Philosophie, Philologie und Geschichte. Er beendete das Studium mit dem Magister, habilitierte sich und arbeitete danach wie schon während des Studiums als Hofmeister. Seine Anstellung im Dienste des Grafen Gustav Otto Andreas von Igelström verschaffte ihm bald eine Stelle als Sekretär mit Offiziersrang von dessen Bruder, dem russischen General Otto Heinrich von Igelström (1737–1823). Als solcher erlebte er die Niederwerfung des polnischen Aufstandes auf der Seite der herrschenden Russen, doch wurde er 1796 aus der russischen Armee entlassen. Dennoch blieb ihm zeitlebens ein großes Interesse an militärischen Fragen erhalten, so dass er in seinen Reiseschriften wiederholt darauf eingeht, wie viele Soldaten man zur Verteidigung oder Eroberung der jeweils besichtigten Festung oder Stadt benötige.
Seume arbeitete von 1797 an bis zu seiner ersten großen Wanderung (1801) in Grimma als Korrektor bei seinem Freund, dem Verleger Georg Joachim Göschen, nachdem dieser sein Verlagshaus nach Grimma verlegt hatte. 1797 veröffentlichte er mit Münchhausen den gemeinsamen Gedichtband Rückerinnerungen.
In den folgenden Jahren ab 1801 unternahm er zwei große Reisen, die ihn in weite Teile Europas führten. So reiste Seume 1801/1802 nach Syrakus und legte weite Teile der 6.000 km zu Fuß zurück. Am Ende seines Werkes Spaziergang nach Syrakus schrieb Seume nicht gleich eine Elegie auf seinen Schuhmacher namens Heerdegen (wie Johann Wolfgang von Goethe auf Johann Martin Mieding), doch gedachte er seiner in folgenden Worten: „…Zum Lobe meines Schuhmachers, des mannhaften alten Heerdegen in Leipzig, muß ich Dir noch sagen, daß ich in den nämlichen Stiefeln ausgegangen und zurückgekommen bin, ohne neue Schuhe ansetzen zu lassen, und daß diese noch das Ansehen haben, in baulichem Wesen noch eine solche Wanderung mitzumachen.“ Dazu kam es dann in den folgenden Jahren wohl auch. Allerdings musste er ihre Besohlung während seines Spazierganges in Palermo zum zweiten Mal reparieren lassen, wie er selbst schrieb.
Über Paris wieder in Leipzig angekommen, war er als Schriftsteller tätig und erteilte als Hauslehrer Sprachunterricht. Eine zweite Reise führte ihn im Sommer 1805 von Warschau über Riga nach St. Petersburg und Moskau; den Rückweg nahm er über Finnland, Schweden und Dänemark. Seine Eindrücke auf diesen Reisen beschrieb er mit besonderem Blick auf die jeweiligen sozialen, ökonomischen und politischen Verhältnisse dieser Länder. Johann Gottfried Seume gilt demnach als kulturhistorischer Reiseschriftsteller, der mit Genauigkeit und Nüchternheit über die Verhältnisse in fremden Ländern berichtete. Aufgrund seiner eigenen Erlebnisse als Soldat in Nordamerika und Deutschland setzte er sich besonders für die Freiheitsrechte einzelner Menschen und ganzer Völker ein. Die ersten zwanzig Lebensjahre bis zur Rückkehr aus Amerika schildert Seume in seiner Autobiographie Mein Leben (1809), die 1813 posthum erschien.
Obwohl er wohl recht umgänglich war, stieß er mit der Entschiedenheit seiner Anschauungen viele ab. Über seine asketische Lebensweise schrieb er 1798 an Johann Wilhelm Ludwig Gleim:

„Ich trinke keinen Wein, keinen Kaffee, keinen Liqueur, rauche keinen Tabak und schnupfe keinen, esse die einfachsten Speisen, und bin nie krank gewesen, nicht auf der See und unter den verschiedensten Himmelstrichen.“

Ein weiteres, sehr berühmtes Zitat, das ihm zugeordnet wird, lautet:
Wo man singt, da laß’ dich ruhig nieder,

böse Menschen haben keine Lieder.
Hierbei handelt es sich mit einiger Sicherheit um eine im Volksmund entstandene Abwandlung einer Strophe seines Gedichtes Die Gesänge von 1804:
Wo man singet, lass dich ruhig nieder,

Ohne Furcht, was man im Lande glaubt;

Wo man singet, wird kein Mensch beraubt;

Bösewichter haben keine Lieder.

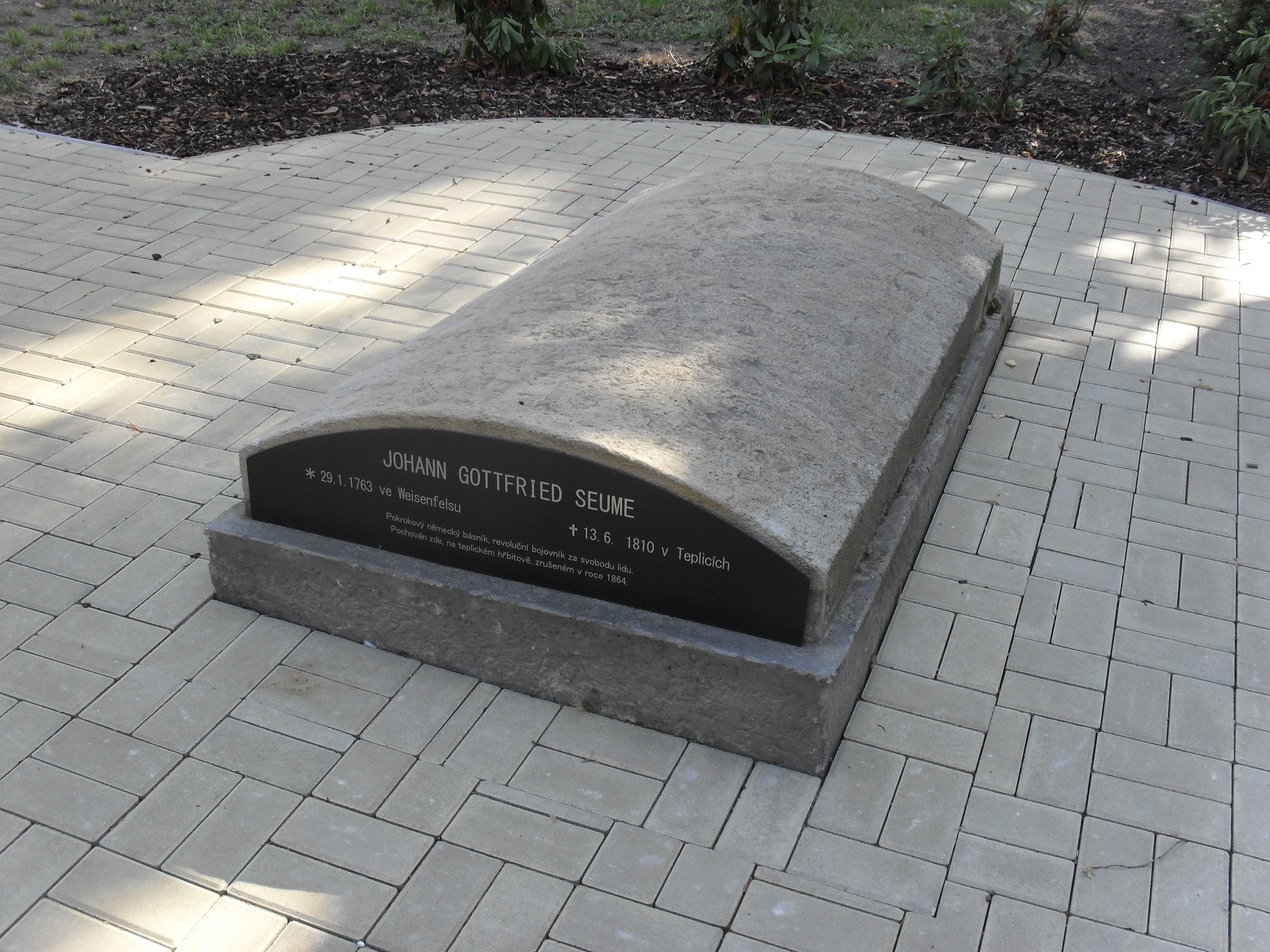
Seumes Grab in Teplitz

In seinen letzten Lebensjahren verschlechterte sich Seumes finanzielle Situation. Ein erster Antrag auf eine russische Offizierspension wurde abgelehnt. Zusätzlich zu einem Fußleiden wurde Seume im Jahr 1808 von einer schweren Nieren- und Blasenkrankheit heimgesucht, von der er sich nicht mehr erholte. Als sich das Fußleiden besserte, wanderte er nach Weimar zu seinem Freund Christoph Martin Wieland, der 1809 einen zweiten Antrag stellte. Seume erhoffte sich Heilung im böhmischen Teplitz, lieh sich Geld und wanderte mit Christoph August Tiedge zum Kurort, starb dort allerdings zehn Tage nach seiner Ankunft. Er wurde auf dem dortigen Friedhof beigesetzt. Die Nachricht von der Bewilligung der Pension erreichte ihn nicht mehr zu Lebzeiten.

## Wirkung
Der Spaziergang nach Syrakus im Jahre 1802 beschreibt in neuer Weise die Eindrücke des Schriftstellers als Reiseerlebnis: subjektiv, eigenwillig, politisch, kritisch, alltagsnah. Dem Vorbild Seumes folgte eine Vielzahl weiterer Autoren, die in ihren Werken die jeweiligen Verhältnisse und die sich andeutenden Umbrüche des 19. Jahrhunderts anschaulich darstellten. Beispielhaft sind hier Ferdinand Freiligrath und Carl Schlickum zu nennen. Ab 1839 durchwanderten sie Westfalen. Die Reiseeindrücke wurden später, nach Vollendung des Werkes durch Levin Schücking, im Buch Das malerische und romantische Westfalen wiedergegeben.
In Friedrich Christian Delius’ Erzählung Der Spaziergang von Rostock nach Syrakus reist der Protagonist auf Seumes Spuren – frei nach den wahren Erlebnissen von Klaus Müller, der vom 8. Juni bis zum 19. Oktober 1988 die DDR illegal verließ, um seinen Jugendtraum zu verwirklichen.
Jan Decker lässt in seinem 2017 mit dem Johann-Gottfried-Seume-Literaturpreis ausgezeichneten Roman Der lange Schlummer Johann Gottfried Seume das Ende seines Syrakus-Spaziergangs fiktiv in der heutigen Zeit auf der Wegstrecke vom Thüringer Wald nach Grimma erleben.
Im Göschenhaus in Grimma-Hohnstädt befindet sich eine Seume-Gedenkstätte.
Das Museum im Schloss Lützen verwahrt 66 Originalbriefe und etwa zwei Dutzend Originalhandschriften des Dichters. Es ist im Besitz der größten handschriftlichen Seumesammlung, die auf den Sammler und Autor Oskar Planer (1854–1931) zurückgeht, und widmet ihm eine eigene Ausstellung.
Der Internationale Johann-Gottfried-Seume-Verein „Arethusa“ e. V. in Grimma vergibt seit 2001 im Zweijahresrhythmus den Johann-Gottfried-Seume-Literaturpreis.

## Ehrungen

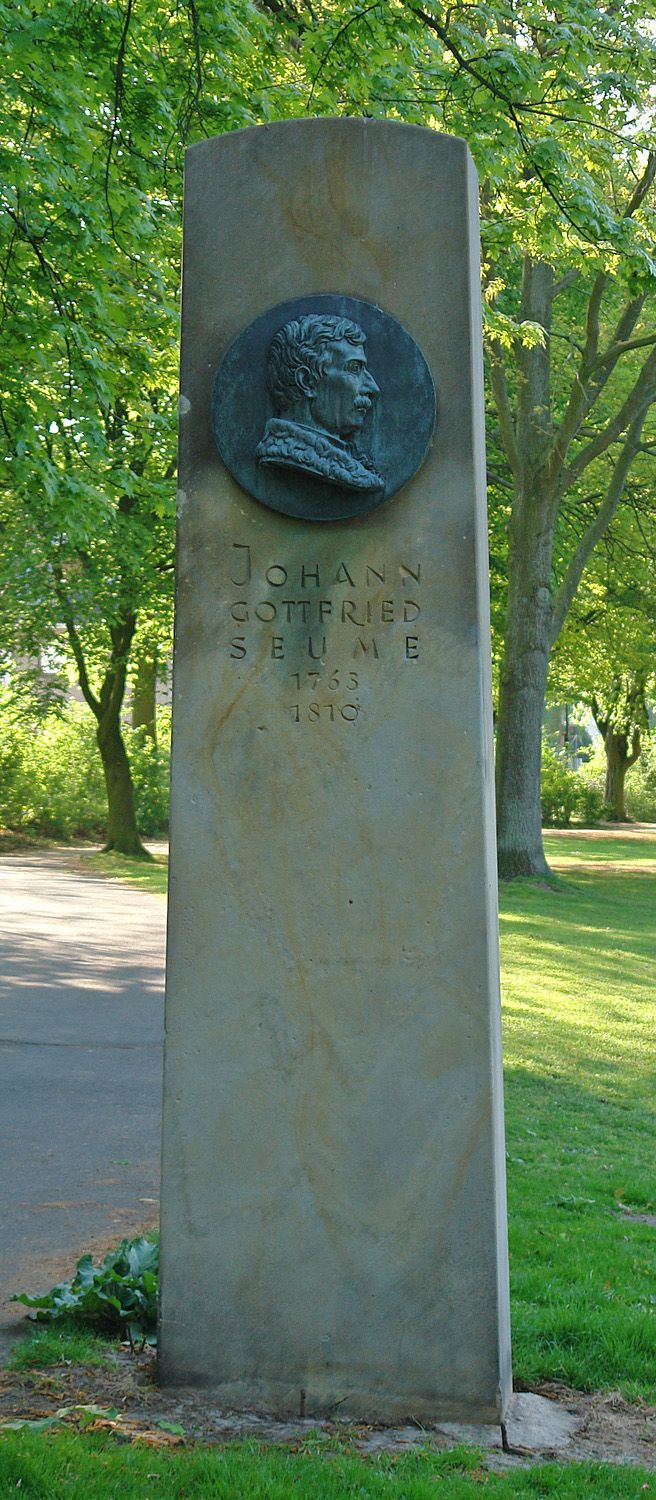
Denkmal in Bremen
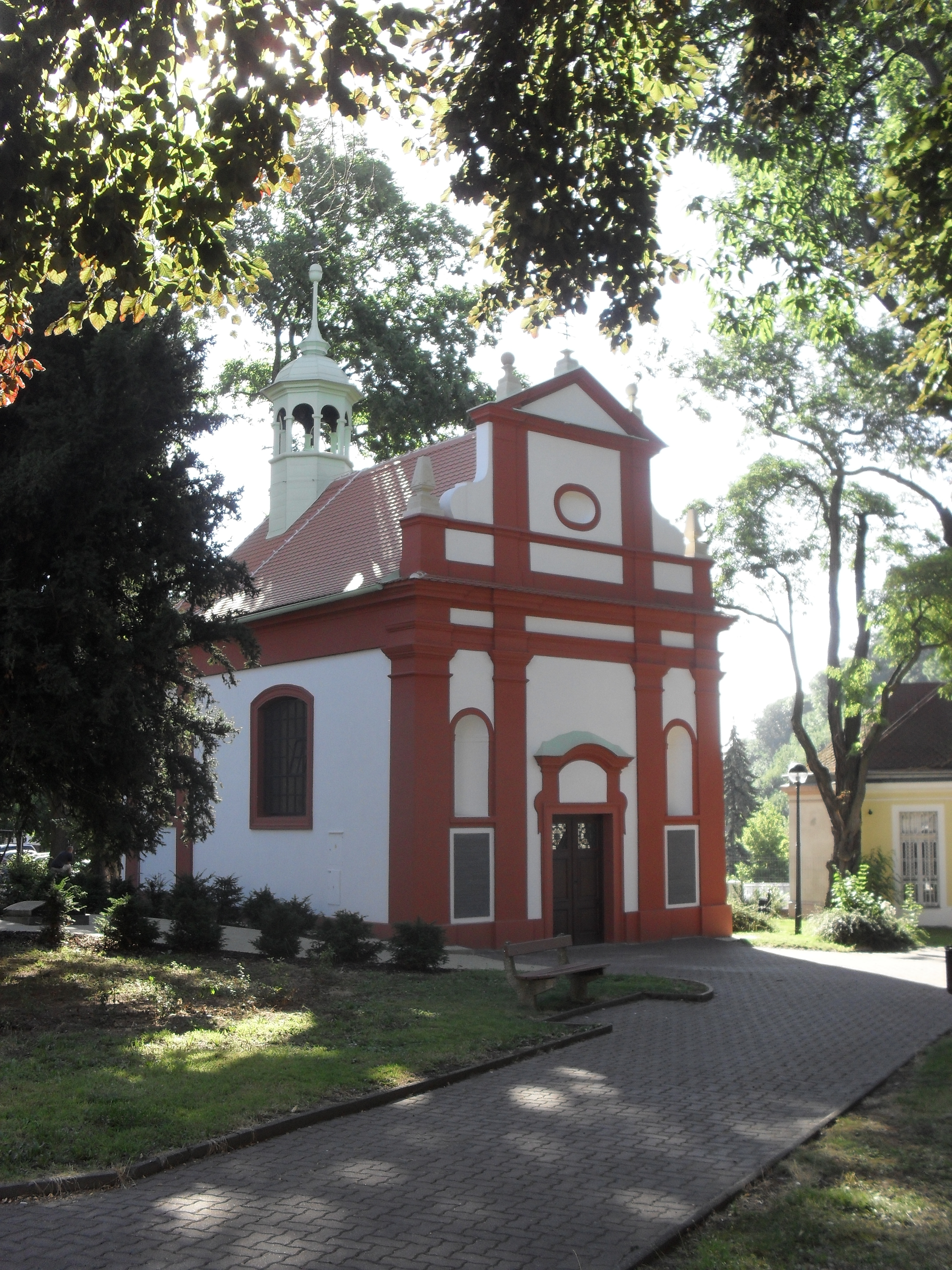
Seume-Kapelle in Teplitz
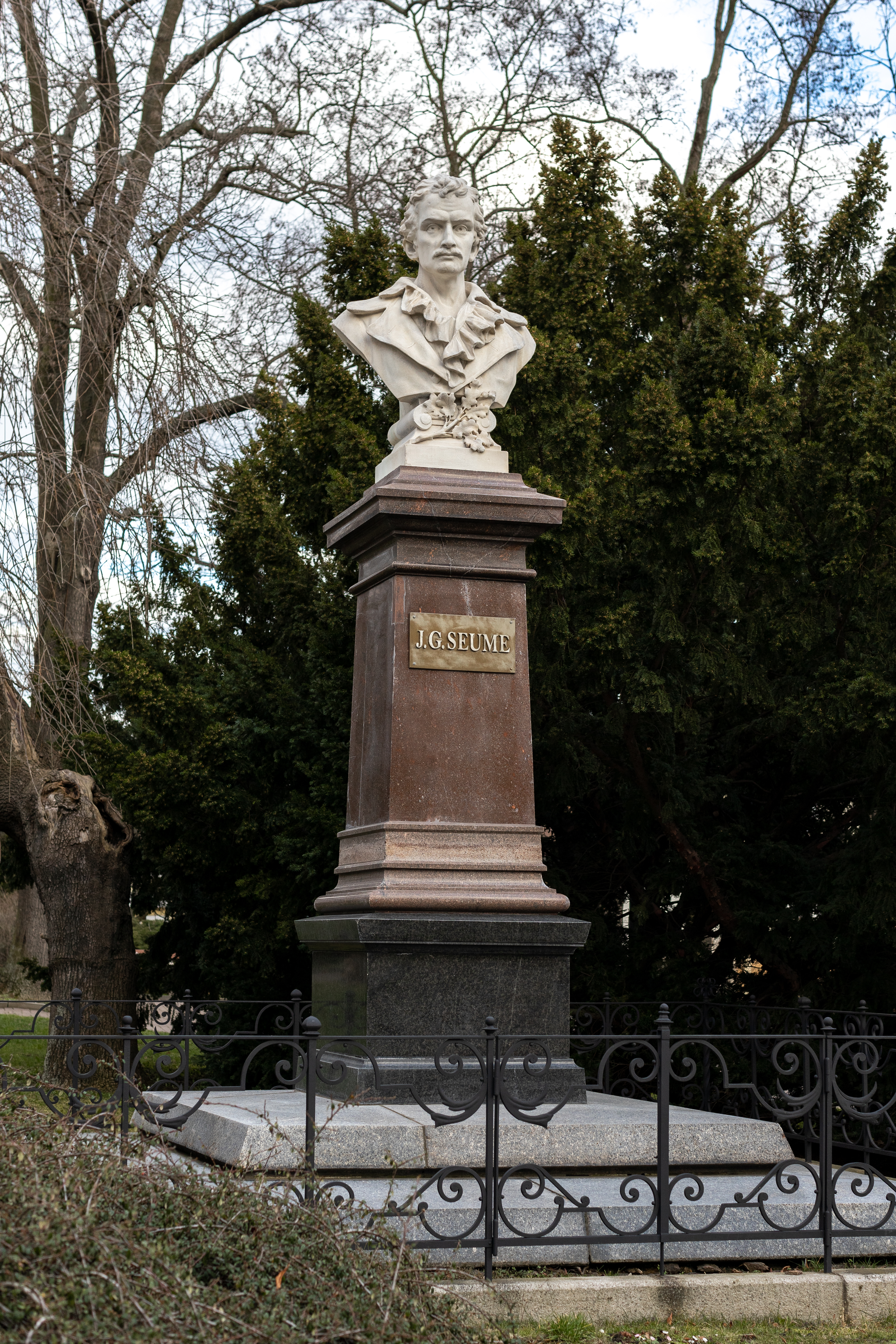
Denkmal in Teplitz

- Anlässlich seines 100. Geburtstages fand 1863 in Teplitz eine Gedenkfeier für ihn statt, bei der auch Kränze an seinem Grab niedergelegt wurden.[13]
- In Bremen wurde am 12. Juni 1864 auf Initiative und durch eigene Finanzierung des Schriftstellers Hermann Allmers ein Portraitmedaillon aus Bronze nach dem Entwurf des Künstlers Victor von Meyenburg für Johann Gottfried Seume am Arbeitshaus an der Straße Herrlichkeit angebracht: Denn hier befand sich angeblich die Stelle, wo dem zum Militärdienst gepressten Dichter mit Hilfe von Bremer Bürgern die Flucht gelungen war.[14] Nach der Kriegszerstörung des ursprünglichen Standorts wurde ein Neuguss der Plakette auf einer von August Traupe entworfenen Stele realisiert und am 23. Juli 1963 nunmehr am Bremer Werderufer aufgestellt (Inschrift auf der Rückseite: „1783 wurde der Dichter auf seiner Flucht von Bremer Bürgern gerettet“).[15]

- Neben Seumes Grab in Teplitz steht in einem Park, der ehemals Friedhof war, die Kreuzauffindungskapelle, die heute Seume-Kapelle genannt wird, und nicht weit davon entfernt ein Denkmal für ihn. Den Parkteil benannte man auch in Seumepark.

- Im Seume-Haus am Schwanenteich des Gymnasiums St. Augustin in Grimma gibt es seit 1989 ein großformatiges Porträt des Dichters (1,75 m × 1,70 m). Geschaffen hat es der in Bahren bei Grimma lebende Künstler Günter Ketelhut (1926–2019) im Auftrag des damaligen Seume-Clubs in Grimma.[16] Auch gibt es in Grimma-Hohnstädt einen Seumepark.

- Nach Seume sind diverse Schulen und Straßen in Deutschland und Österreich benannt.

## Werke (Auswahl)
- Gedichte. [Leipzig] 1801.

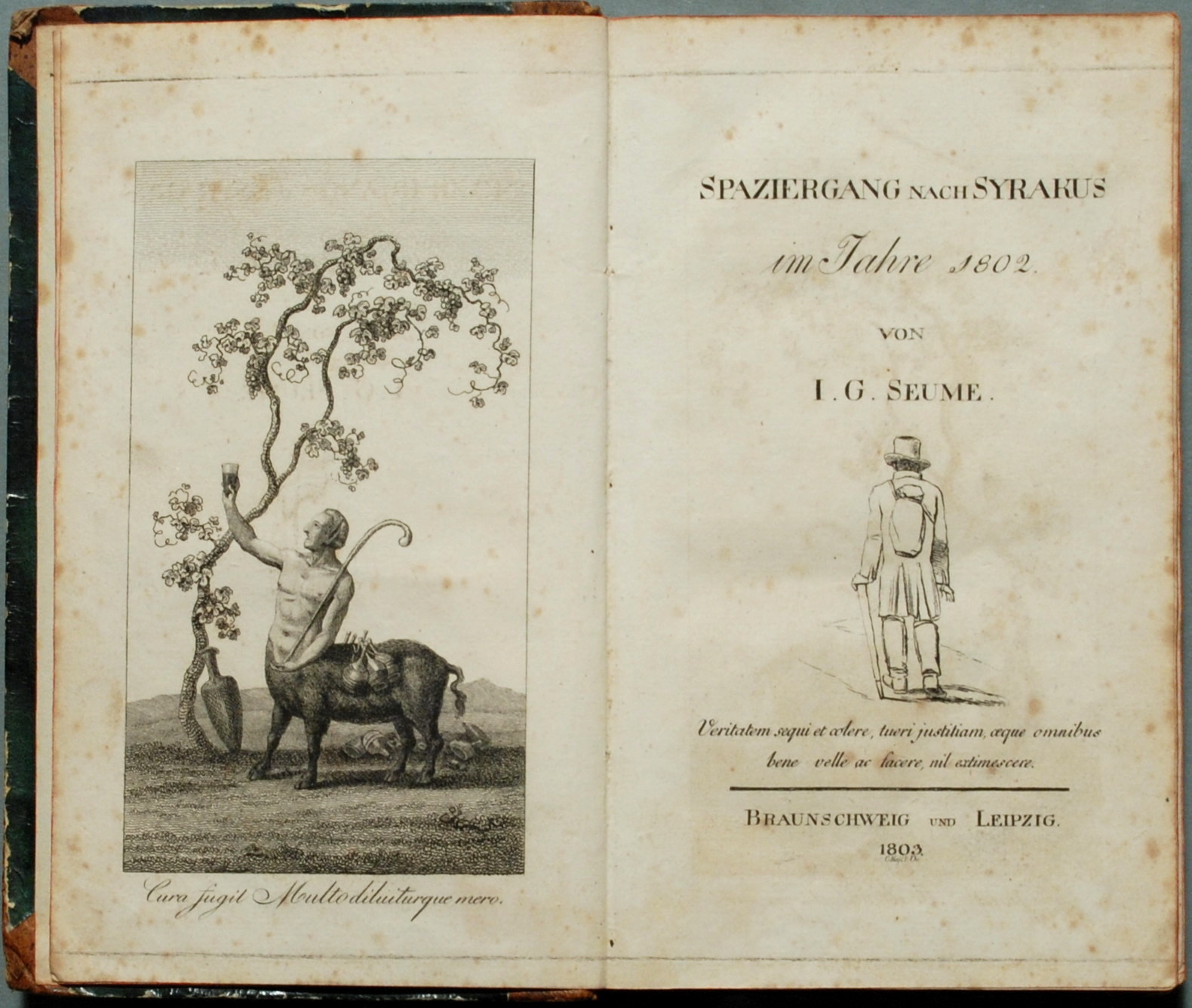
Spaziergang nach Syrakus. Titelblatt und Frontispiz der Erstausgabe von 1803

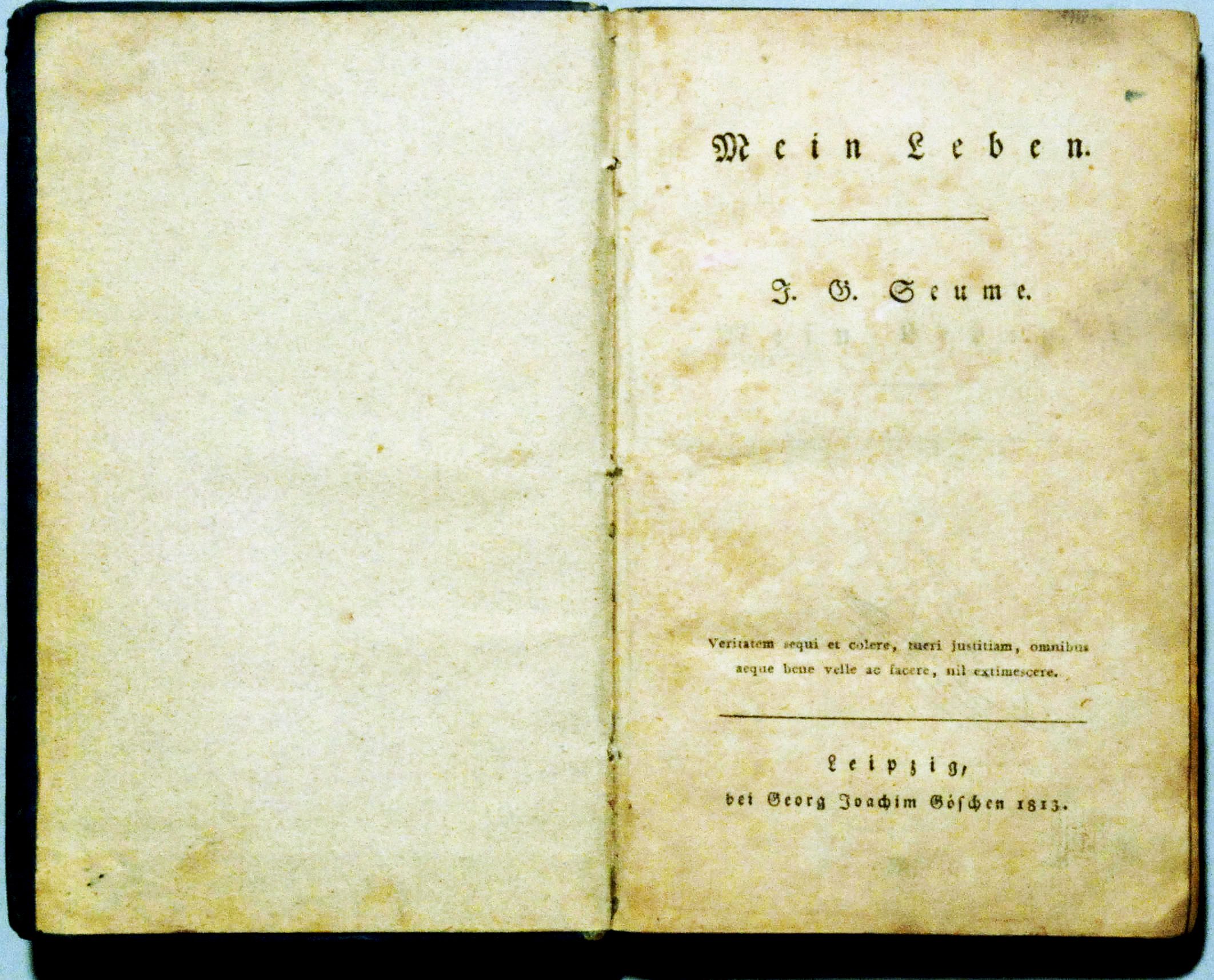
Mein Leben. Titelblatt des Erstdruckes 1813

- Über das Leben und den Karakter der Kaiserin von Russland Katharina II., 1797. (Digitalisat bei der Universitätsbibliothek Bielefeld).
- Spaziergang nach Syrakus im Jahre 1802, 1803. (s. Abb.) (Digitalisat und Volltext im Deutschen Textarchiv), auch Nördlingen: Greno, Nördlingen 1985, Reihe Die Andere Bibliothek, ISBN 978-3-921568-19-4.
- Mein Sommer 1805, Erdmann Ferdinand Steinacker, Leipzig 1806, wurde sofort nach Erscheinen in Deutschland, Österreich und Russland verboten; 2. Auflage im gleichen Verlag 1815, Nachdruck 1987, Neuthor-Verlag, Michelstadt, ISBN 3-88758-016-8.
- Apokryphen, postum 1811. Textkritische Neuausgabe: Lumpeter & Lasel, Eutin 2013, ISBN 978-3-9812961-9-8.
- Mein Leben (Autobiographie), von Georg Joachim Göschen und Christian August Heinrich Clodius ergänzt, posthum bei Georg Joachim Göschen erschienen, Leipzig 1813, Digitalisat der Erstausgabe.
- Mein Leben. Wallstein Verlag, Göttingen 2017, ISBN 978-3-8353-3182-2 (Erstmals ungekürzte Ausgabe).
- J. G. Seumes Gesammelte Schriften. Herausgegeben von J. P. Zimmermann. 5 Bände. Wiesbaden: L. Schellenberg, Hofbuchhändler und Hofbuchdruckerei 1823–1826. (Diese Ausgabe enthält nach Angaben des Herausgebers die vollständigen Schriften Seumes, zumindest was damals bekannt war).
- Seumes Werke in zwei Bänden. 4. Auflage. Ausgewählt und eingeleitet von Anneliese und Karl-Heinz Klingenberg. Aufbau-Verlag, Berlin/Weimar 1983. (Die Ausgabe enthält folgende Werke: Mein Leben, Gedichte, Spaziergang nach Syrakus, Mein Sommer, Apokryphen, Vorwort zu einem Bändchen Bemerkungen und Konjekturen zu schwereren Stellen des Plutarch.)
- Prosaschriften, mit einer Einleitung von Werner Kraft. Joseph Melzer Verlag, Darmstadt 1974. (Enthält u. a. die fünf oben genannten Titel und Briefe.)
- Briefe. Hrsg. v. Jörg Drews u. Dirk Sangmeister. Deutscher Klassiker Verlag, Frankfurt 2002. (Werke und Briefe, Band 3).[17]
- Aus meiner Welt, hrsg. v. Heide Hollmer. Deutscher Taschenbuch Verlag, München 2010.
- Spaziergang nach Syrakus im Jahre 1802, ungekürzte Lesung mit Thomas Thieme, Regie: Veronika Hübner, 429 min., mp3-CD, MDR 1998 / Der Audio Verlag 2015, ISBN 978-3-86231-572-7.

## Hörspielbearbeitungen
- Mein Leben. Hörspiel für zwei Stimmen. Mit Peter Fricke, Matthias von Stegmann. Bearbeitung: Garleff Zacharias-Langhans, Komposition: Wulf Schaeffer, Regie: Christoph Lindenmeyer. BR 1994. Als Podcast/Download im BR Hörspiel Pool.[18]
- Einige Nachrichten über die Vorfälle in Polen im Jahre 1794. Mit Jens Wawrczeck, Lorenz Meyboden. Bearbeitung: Garleff Zacharias-Langhans, Komposition: Ernst Horn, Regie: Bernhard Jugel/Ernst Horn. BR 1994.